# Лоозе, Анна Сергеевна
А́нна Серге́евна Лоозе (28 декабря 1987, Тольятти, СССР) — российская спортсменка по прыжкам в воду, мастер спорта международного класса.

## Биография
Родилась в Тольятти, где начала заниматься прыжками в воду в секции КСДЮСШОР № 10 «ОЛИМП». Тренерами были Александр Косырев и Ирина Толмачёва.
В настоящее время сама работает тренером по прыжкам в воду КСДЮСШОР «Олимп» (Тольятти)

## Спортивные достижения
Мастер спорта международного класса по прыжкам в воду.
- 6-кратный победитель и 12-кратный призёр Первенства России.
- Победитель и 4-кратный призёр Чемпионата России.
- 3-кратный победитель и 4-кратный призёр Кубка России.
- Неоднократный призёр международный и всероссийских соревнований.
- Серебряный призёр Первенства Мира, 2002 г.
- Бронзовый призёр Первенства Европы, 2002 г.
- Победитель и призёр I летней спартакиады учащихся России, 2003 г.
- Победитель «Кубка Европейских чемпионов», 2004 г.
- Победитель в синхронных прыжках[2] и серебряный призёр в одиночном выступлении[3] Первенства Европы (2005).

В 2002 году Анна Лоозе стала серебряным призёром чемпионата России в синхронных прыжках с трехметрового трамплина в паре с Юлией Ионовой.
В 2003 году на зимнем чемпионате России по прыжкам в воду стала третьей на метровом трамплине, и третьей в синхронных прыжках с вышки 10 м (в паре с Юлией Ионовой). В том же году Анна завоевала серебряные медали чемпионата России по синхронным прыжкам на трёхметровом трамплине (в паре с Надеждой Бажиной)
В 2004 году в паре с Надеждой Бажиной стала победительницей Кубка России в синхронных прыжках.